# 抗原性
抗原性（antigenicity）又稱免疫反應性（immunoreactivity）、反應原性（reactogenicity），是指某抗原或其表位能與抗體和/或T細胞受體做特異性結合的特性。
與此類似特性的是免疫原性（Immunogenicity），兩者區別為：任何具有免疫原性的物质，即免疫原，必定是一种抗原，所以也会具有抗原性（antigenicity）；但具抗原性的物质，即抗原，不一定会有免疫原性。“完全抗原”就是免疫原，同時具有免疫原性和抗原性；與此相對的稱為“半抗原”（hapten），是指只有抗原性無免疫原性的物質，其分子量過小，無法刺激免疫應答，必須和載體（carrier）結合才能刺激發生免疫應答。